# Pierre Lambert (historien)
Pour les articles homonymes, voir Pierre Lambert et Lambert.
Pierre Lambert (né en 1960) est un historien du cinéma français, auteur de plusieurs ouvrages sur l'animation, dont notamment les studios Disney.

## Publications
- Aux éditions Démons et Merveilles
  - Tex Avery
  - Pinocchio  (ISBN 2-9507818-3-7)
  - Mickey  (ISBN 2-9507818-5-3)
  - Blanche-Neige  (ISBN 978-2-9507818-7-1)
  - Walt Disney : l'âge d'or  (ISBN 2-9507818-8-8)

- Aux Éditions de La Martinière
  - Blanche-Neige  (ISBN 978-2-7324-3944-0)
  - Le Livre de la jungle  (ISBN 978-2-7324-3923-5)

- Il était une fois Walt Disney : Aux sources de l'art des studios Disney, catalogue de l'exposition Il était une fois Walt Disney

- À la librairie Séguier
  - Le cartoon à Hollywood  (ISBN 2-87736-001-6)
  - Les artistes de Disney  (ISBN 978-2-906284609), catalogue de l'exposition du Havre 1987

- Aux Éditions de l'école Georges Melies

La Belle au bois dormant, 2013  (ISBN 978-2954208305)
- Aux Éditions Hugin & Munin
  - Bambi, 2017  (ISBN 978-2-36480-551-4)
  - Pinocchio, 2018  (ISBN 978-2-36480-662-7)
  - Pinocchio Edition luxe, 2018  (ISBN 978-2-36480-570-5)
  - Alice au pays des merveilles, 2020  (ISBN 978-2-36480-644-3)